# Križnica
Križnica (do roku 1880 Uska Luka) je vesnice v Chorvatsku ve Viroviticko-podrávské župě. Je součástí opčiny Pitomača, od jejíhož stejnojmenného střediska se nachází 11 km severovýchodně. V roce 2011 žilo v Križnici 128 obyvatel. Nejvíce obyvatel (428) zde žilo v roce 1953.
Vesnice se nachází těsně u maďarských hranic u východního břehu řeky Drávy. Jelikož zde přes řeku neexistuje žádný silniční most, je vesnice de facto izolována od zbytku Chorvatska. Rovněž zde neexistuje žádný hraniční přechod s Maďarskem, od nějž je vesnice oddělena řekou Rinya a říčním ramenem Ó-Dráva. Jediné možné silniční spojení s Križnicí a sousední vesnicí Starigradački Marof je pomocí přívozu Skela Križnica. Přes Drávu zde sice vede most Križnica, ten je však určen pouze pro chodce. Silniční spojení neexistuje ani s nedalekou maďarskou vesnicí Péterhida.

## Sousední vesnice
| Růžice kompasu | Babócsa (Maďarsko) | Péterhida (Maďarsko) |                  | Růžice kompasu |
| Růžice kompasu |                    | Sever                | Barcs (Maďarsko) | Růžice kompasu |
| Růžice kompasu | Križnica           |                      | Barcs (Maďarsko) | Růžice kompasu |
| Růžice kompasu | Jih                |                      | Barcs (Maďarsko) | Růžice kompasu |
| Růžice kompasu | Pitomača           | Starogradački Marof  |                  | Růžice kompasu |